# Roma Ryan
Roma Shane Ryan (Belfast, Irlanda do Norte) é uma poeta e letrista norte irlandêsa que, junto com o marido, Nicky Ryan, é conhecida por seu trabalho com a cantora Enya. 
Ryan é a principal letrista da cantora Enya, que afirmou que a importância do trabalho do casal Roma e Nicky é tamanha que, sem eles, "Enya" não existiria .
As letras que Ryan escreveu para Enya deram a cantora quatro prêmios Grammy, a música May It Be da trilha sonora do filme The Lord of the Rings: The Fellowship of the Ring foi nomeada para um Óscar.
Suas letras podem ser ouvidas em filmes como The Frog Prince (1984), Green Card (1990), L.A. Story (de 1991), Toys (1992), Cry, the Beloved Country  (de 1995), Calmi Cuori Appassionati (2001), Sherk Forever (2010), Madagascar 3 (2012),  Far And Away (1991), Doce Novembro (2001), Age Of Innocence (1993), Black Mirror (3° Temporada/Episodio 06), Criminal Minds (2° Temporada/Episodio 19), todos com músicas de Enya.
Em 2005, Ryan criou uma língua fictícia conhecida como loxian, inspirada pelas línguas criadas por J. R. R. Tolkien. A nova língua aparece em três canções do álbum Amarantine, Less Than A Pearl (Heah Viiya),
The River Sings (Ea Hymm Llay Hey) e Water Shows the Hidden Heart (Syoombrraya). Em dezembro de 2005, Roma lançou um livro intitulado Water Shows the Hidden Heart, que trazia, além de suas poesias, detalhes da criação do loxian.
Roma e Nicky têm duas filhas, Ebony e Persia, ambas também contribuiram com o leiaute gráfico do álbum Amarantine.